# 下勒普久鄉
45°53′N 22°29′E / 45.883°N 22.483°E
下勒普久鄉（羅馬尼亞語：Comuna Lăpugiu de Jos, Hunedoara），是羅馬尼亞的鄉份，位於該國西部，由胡內多阿拉縣負責管轄，面積104平方公里，海拔高度267米，2007年人口1,609，人口密度每平方公里15人。